# NGC 3147
NGC 3147 ist eine aktive Spiralgalaxie mit ausgedehnten Sternentstehungsgebieten vom Hubble-Typ Sbc im Sternbild Drache am Nordsternhimmel. Sie ist schätzungsweise 131 Millionen Lichtjahre von der Milchstraße entfernt, hat einen Durchmesser von etwa 145.000 Lichtjahren und ist das hellste Mitglied der vier Galaxien zählenden NGC 3147-Gruppe (LGG 193).
Im selben Himmelsareal befinden sich u. a. die Galaxien NGC 3144, NGC 3155, NGC 3174, NGC 3183.
Die Supernovae SN 1972H (Typ-I), SN 1997bq (Typ-Ia), SN 2006gi (Typ-Ib), SN 2008fv (Typ-Ia) und SN 2021hpr (Typ-Ia) wurden hier beobachtet.
Das Objekt wurde am 3. April 1785 vom deutsch-britischen Astronomen Wilhelm Herschel entdeckt.

## NGC 3147-Gruppe (LGG 193)
| Galaxie   | Alternativname | Entfernung/Mio. Lj |
| --------- | -------------- | ------------------ |
| NGC 3147  | PGC 30019      | 131                |
| NGC 3155  | PGC 30064      | 137                |
| NGC 3183  | PGC 30323      | 144                |
| PGC 30998 | UGC 5686       | 132                |